# Tordher
Tordher é uma cidade do Paquistão localizada na província de Caiber Paquetuncuá.